# Deux de couple poids légers féminin aux Jeux olympiques d'été de 2008
 (mars 2025).
Si vous disposez d'ouvrages ou d'articles de référence ou si vous connaissez des sites web de qualité traitant du thème abordé ici, merci de compléter l'article en donnant les références utiles à sa vérifiabilité et en les liant à la section « Notes et références ».
Pour un article plus général, voir Aviron aux Jeux olympiques d'été de 2008.
Navigation
Athènes 2004 Londres 2012
L'épreuve féminine de deux de couple poids légers féminin aux Jeux olympiques de 2008 s'est déroulée du 10 au 17 août 2008 sur le parc aquatique olympique de Shunyi.

## Résultats

### Tour éliminatoire (10/08/2008)

#### 1ertouréliminatoire
| Rang | Pays       | Athlètes                                 | Temps         |
| ---- | ---------- | ---------------------------------------- | ------------- |
| 1    | Pays-Bas   | Kirsten van der Kolk et Marit van Eupen  | 6 min 50 s 90 |
| 2    | Australie  | Amber Halliday et Marguerite Houston     | 6 min 53 s 23 |
| 3    | États-Unis | Renee Hykel et Jen Goldsack              | 6 min 53 s 32 |
| 4    | Mexique    | Gabriela Huerta et Lila Perez Rul        | 7 min 11 s 71 |
| 5    | Brésil     | Camila Carvalho et Luciana Granata       | 7 min 25 s 90 |
| 6    | Kazakhstan | Natalya Voronova et Alexandra Opachanova | 7 min 29 s 07 |

#### 2etouréliminatoire
| Rang | Pays            | Athlètes                                   | Temps         |
| ---- | --------------- | ------------------------------------------ | ------------- |
| 1    | Allemagne       | Berit Annika Carow et Marie-Louise Draeger | 6 min 51 s 96 |
| 2    | Canada          | Melanie Kok et Tracy Cameron               | 6 min 54 s 07 |
| 3    | Grande-Bretagne | Hester Goodsell et Helen Casey             | 6 min 55 s 23 |
| 4    | Finlande        | Sanna Sten et Minna Nieminen               | 6 min 56 s 61 |
| 5    | Grèce           | Chrysi Biskitzi et Alexandra Tsiavou       | 7 min 05 s 95 |
| 6    | Afrique du Sud  | Alex White et Kirsten McCann               | 7 min 20 s 51 |

#### 3etouréliminatoire
| Rang | Pays         | Athlètes                                  | Temps         |
| ---- | ------------ | ----------------------------------------- | ------------- |
| 1    | Chine        | Xu Dongxiang et Yu Hua                    | 6 min 57 s 58 |
| 2    | Danemark     | Katrin Olsen et Juliane Elander Rasmussen | 6 min 58 s 63 |
| 3    | Japon        | Misaki Kumakura et Akiko Iwamoto          | 7 min 05 s 67 |
| 4    | Cuba         | Yaima Velazquez et Ismaray Marrero        | 7 min 13 s 35 |
| 5    | Corée du Sud | Ko Youngeun et Ji Yoojin                  | 7 min 39 s 70 |

### Repêchage (12/08/2008)

#### 1ertourrepêchage
| Rang | Pays           | Athlètes                                 | Temps         |
| ---- | -------------- | ---------------------------------------- | ------------- |
| 1    | États-Unis     | Renee Hykel et Jen Goldsack              | 7 min 22 s 22 |
| 2    | Finlande       | Sanna Sten et Minna Nieminen             | 7 min 23 s 80 |
| 3    | Japon          | Misaki Kumakura et Akiko Iwamoto         | 7 min 30 s 92 |
| 4    | Afrique du Sud | Alex White et Kirsten McCann             | 7 min 48 s 04 |
| 5    | Kazakhstan     | Natalya Voronova et Alexandra Opachanova | 7 min 54 s 12 |
| 6    | Corée du Sud   | Ko Youngeun et Ji Yoojin                 | 8 min 03 s 51 |

#### 2etourrepêchage
| Rang | Pays            | Athlètes                             | Temps         |
| ---- | --------------- | ------------------------------------ | ------------- |
| 1    | Grande-Bretagne | Hester Goodsell et Helen Casey       | 7 min 24 s 27 |
| 2    | Grèce           | Chrysi Biskitzi et Alexandra Tsiavou | 7 min 24 s 55 |
| 3    | Cuba            | Yaima Velazquez et Ismaray Marrero   | 7 min 32 s 14 |
| 4    | Mexique         | Gabriela Huerta et Lila Perez Rul    | 7 min 41 s 97 |
| 5    | Brésil          | Camila Carvalho et Luciana Granata   | 7 min 47 s 53 |

### Demi-Finale (14/08/2008)

#### 1redemi-finale
| Rang | Pays            | Athlètes                                   | Temps         |
| ---- | --------------- | ------------------------------------------ | ------------- |
| 1    | Pays-Bas        | Kirsten van der Kolk et Marit van Eupen    | 7 min 03 s 87 |
| 2    | Finlande        | Sanna Sten et Minna Nieminen               | 7 min 03 s 91 |
| 3    | Allemagne       | Berit Annika Carow et Marie-Louise Draeger | 7 min 04 s 95 |
| 4    | Danemark        | Katrin Olsen et Juliane Elander Rasmussen  | 7 min 06 s 31 |
| 5    | Grande-Bretagne | Hester Goodsell et Helen Casey             | 7 min 17 s 67 |
| 6    | Cuba            | Yaima Velazquez et Ismaray Marrero         | 7 min 30 s 15 |

#### 2edemi-finale
| Rang | Pays       | Athlètes                             | Temps         |
| ---- | ---------- | ------------------------------------ | ------------- |
| 1    | Canada     | Melanie Kok et Tracy Cameron         | 7 min 10 s 70 |
| 2    | Chine      | Xu Dongxiang et Yu Hua               | 7 min 11 s 59 |
| 3    | Grèce      | Chrysi Biskitzi et Alexandra Tsiavou | 7 min 11 s 99 |
| 4    | États-Unis | Renee Hykel et Jen Goldsack          | 7 min 12 s 15 |
| 5    | Australie  | Amber Halliday et Marguerite Houston | 7 min 13 s 80 |
| 6    | Japon      | Misaki Kumakura et Akiko Iwamoto     | 7 min 16 s 13 |

### Finale (17/08/2008)
| Rang | Pays      | Athlètes                                   | Temps         |
| ---- | --------- | ------------------------------------------ | ------------- |
| 1    | Pays-Bas  | Kirsten van der Kolk et Marit van Eupen    | 6 min 54 s 75 |
| 2    | Finlande  | Sanna Sten et Minna Nieminen               | 6 min 56 s 03 |
| 3    | Canada    | Melanie Kok et Tracy Cameron               | 6 min 56 s 68 |
| 4    | Allemagne | Berit Annika Carow et Marie-Louise Draeger | 6 min 56 s 72 |
| 5    | Chine     | Xu Dongxiang et Yu Hua                     | 7 min 01 s 90 |
| 6    | Grèce     | Chrysi Biskitzi et Alexandra Tsiavou       | 7 min 04 s 61 |

## Note
- Cet article est partiellement ou en totalité issu de l'article intitulé « Résultats détaillés des épreuves d'aviron aux Jeux olympiques d'été de 2008 » (voir la liste des auteurs).